# Steccherinum tenue
Steccherinum tenue är en svampart som beskrevs av Burds. & Nakasone 1981. Steccherinum tenue ingår i släktet Steccherinum och familjen Meruliaceae.   Inga underarter finns listade i Catalogue of Life.